# 高露洁-棕榄
高露洁-棕榄（英語：Colgate-Palmolive，：CL）是美国的一家跨國公司集团，其主要競爭對手為寶潔公司。

## 历史
始於1806年，生产经营护理（Care）、卫生用品，产品包括牙膏、牙刷、肥皂、洗发露等，其中以高露洁牌的口腔护理系列（牙膏、牙刷、漱口水）产品最为知名。高露洁-棕榄公司另还有“希爾思”（Hill's）品牌，经营宠物用品。
2019年7月12日，高露潔-棕欖斥資14.95億歐元（16.9億美元），收購法國生物科技藥妝品牌LaboratoiresFilorgaCosmétiques（菲洛嘉）的護膚品業務。

## 旗下品牌
- Afta Lotion
- Anthony longlife soap
- Anbesol
- Ajax（英语：Ajax (cleaning product)）
- Axion（英语：Axion (brand)）
- Bambeanos（英语：Bambeanos）[3]
- Caprice（洗髮水；墨西哥）
- Cibaca（英语：Cibaca (brand)）（印度）
- Cold Power（英语：Cold Power）
- 高露洁（英语：Colgate (toothpaste)）
- Colodent（波蘭）
- Crystal White Octagon
- Cuddly（澳大利亞）
- DARLIE好來（台灣、東南亞）
- Dermassage
- Dentagard（牙膏；德國）
- Dynamo（英语：Dynamo）（清潔劑）
- Elmex（英语：Elmex）（牙膏）
- EltaMD（皮膚護理）
- Fab（清潔劑）
- Fabuloso（墨西哥）
- Filorga（化妝品；法國）
- Fluffy（澳大利亞）
- Fresh Start（英语：Fresh Start (detergent)）
- Freska-Ra（墨西哥）
- Gard（洗髮水）
- Hacı Şakir（土耳其）
- 希爾思寵物營養（寵物食品）
- Hurricane（清潔劑；澳大利亞）
- Irish Spring（英语：Irish Spring）
- Kolynos（英语：Kolynos）
- La Croix（漂白劑；法國）
- Mennen（英语：Mennen）
- Meridol（牙膏）
- Murphy Oil Soap（英语：Murphy Oil Soap）
- 棕榄
- PCA Skin
- Profiden（牙膏；西班牙）
- 保庭香皂（英语：Protex (soap)）
- Sanex（英语：Sanex）[4]
- Science Diet（英语：Science Diet）
- Skin Bracer（英语：Skin Bracer）
- Softsoap（英语：Softsoap）
- Soft As Soap（肥皂；澳大利亞）
- Softlan（柔順劑；東南亞）
- Soupline（法國、比利時）
- Speed Stick（英语：Speed Stick）
- Spree（清潔劑；澳大利亞）
- Suavitel（英语：Suavitel）（墨西哥）
- Tahiti（肥皂；法國、比利時、瑞士）
- Teen Spirit (deodorant)（英语：Teen Spirit (deodorant)）[5]
- Tender Care
- Tom's of Maine（英语：Tom's of Maine）
- Ultra Brite（英语：Ultra Brite）

## 图片

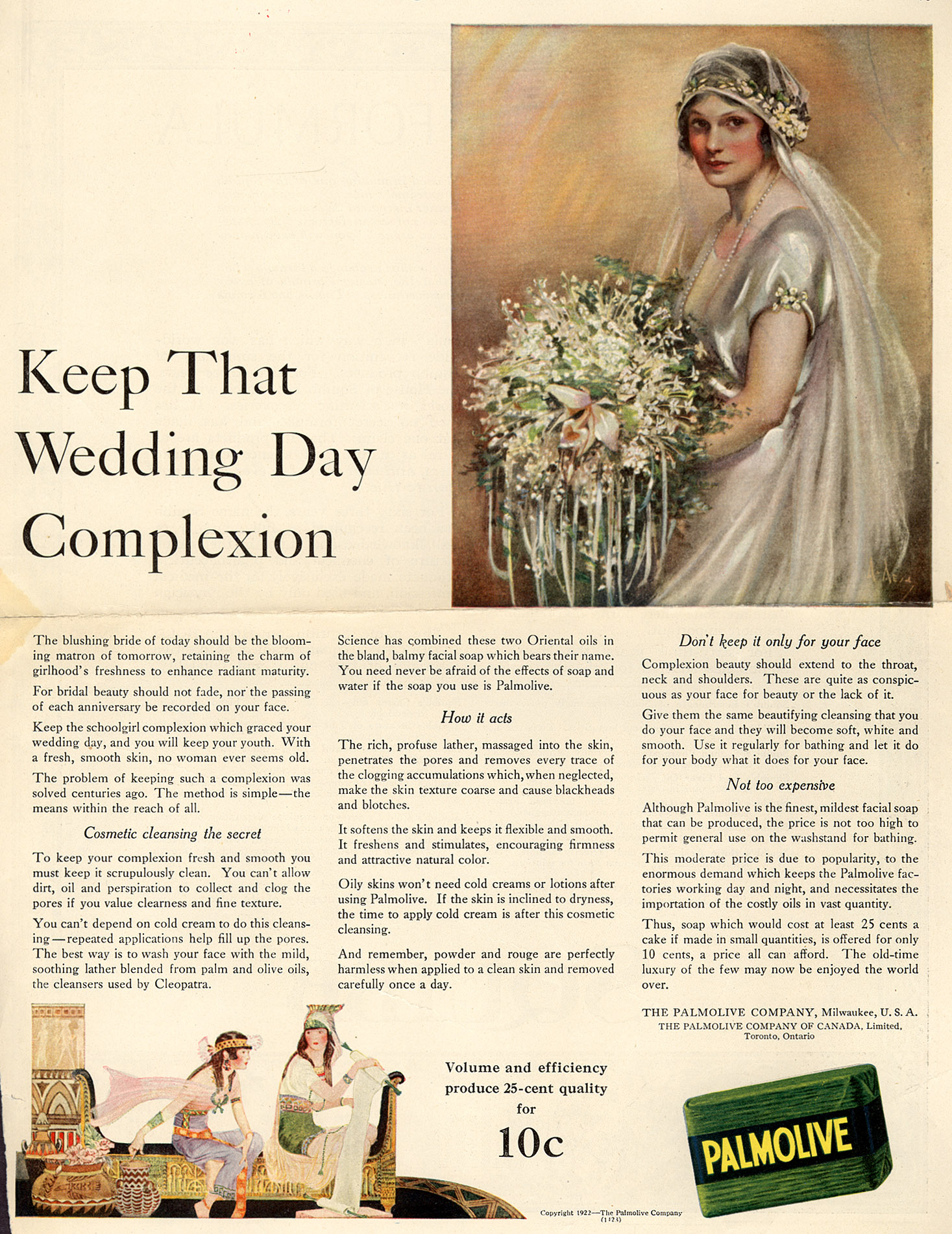
1922年的香皂广告
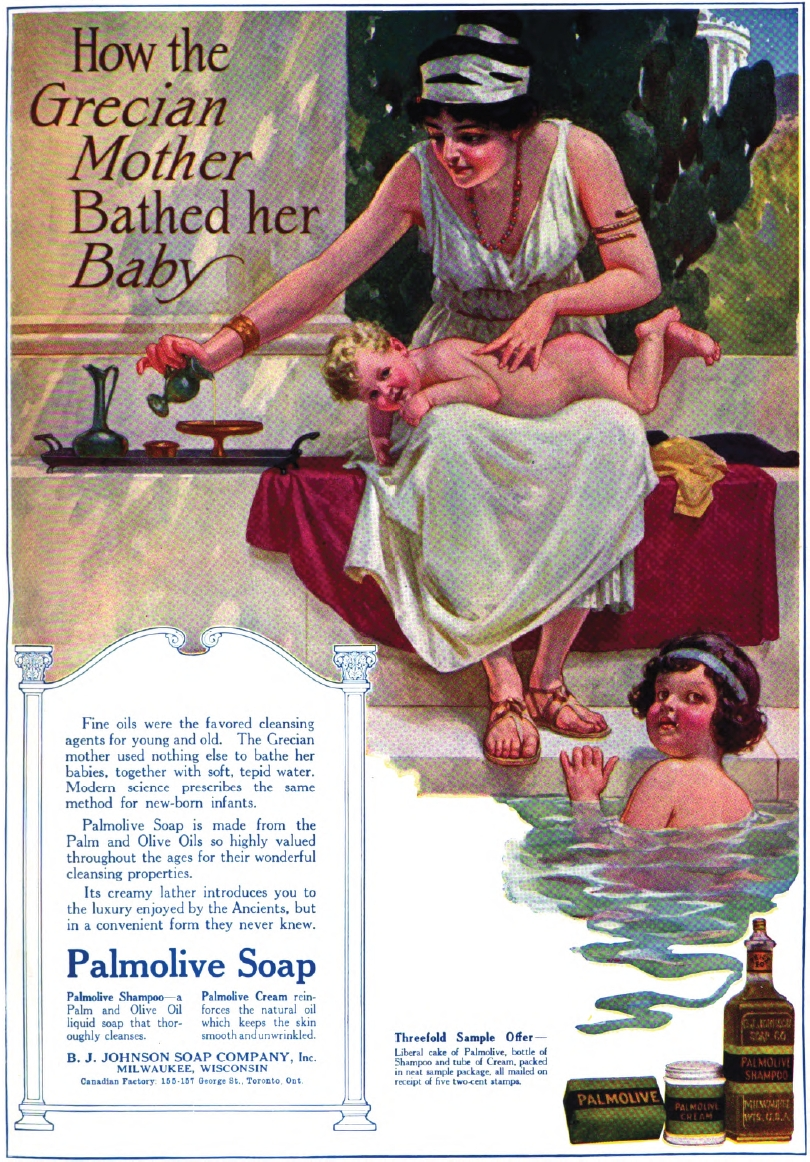
1915年杂志广告